# Agave datylio
Agave datylio är en sparrisväxtart som beskrevs av Frédéric Albert Constantin Weber. Agave datylio ingår i släktet Agave och familjen sparrisväxter.

## Underarter
Arten delas in i följande underarter:
- A. d. datylio
- A. d. vexans